# Когато изпратим деня
„Когато изпратим деня“ (Dak li l-Lejl Iħallik Tgħid) е сборник разкази на малтийския писател Пиер Мейлак от 2011 г..
Преведен е на български език от Невена Дишлиева-Кръстева и издаден от издателска къща „ICU“ през 2015 г. Автор на корицата на българското издание е Живко Петров. Сборникът съдържа 14 разказа.
В разказа „Държавен преврат" се споменава за Уикипедия:
| „ | „Тази история го забавляваше и той я подправяше с информация от Уикипедия за културата, традициите, историята, географията и климата на страната.“ | “ |

| „                                            | „Книга за естеството на разказването не само като вид удоволствие, споделено между писателя и читателя, а – по-важното – като дар, поднесен с любов, който се нуждае от любов, за да бъде оценен“ | “ |
| Журито на Европейската награда за литература | |   |

## Награди
През 2014 г. книгата е отличена с Награда за литература на Европейския съюз.